# ProjectSauron
Pour les articles homonymes, voir Sauron (homonymie).
 (août 2016).
ProjectSauron est le nom donné par Kaspersky à un logiciel espion découvert en septembre 2015 par la société Kaspersky Lab et la société Symantec - qui lui a donné de son côté le nom de Remsec. Ce serait un logiciel espion actif depuis 2011 ayant pour but de surveiller des institutions gouvernementales, scientifiques, militaires, financières et de télé-communications. Ce logiciel serait actif dans des pays comme la Belgique, la Chine, l’Iran, la Russie, le Rwanda et la Suède. L'implication d'un État est considérée comme des plus probables par Kaspersky.

## Historique
C'est en septembre 2015 que la société Kaspersky Lab. détecte le logiciel dans une institution publique.
Symantec publie un rapport sur ProjectSauron le 7 août 2016 et Kaspersky le 8 août 2016.

## Fonctionnement
Le logiciel ProjectSauron a pour objectif d'installer une porte sur les machines concernées permettant ainsi aux pirates d’espionner les activités de leurs cibles, de voler des fichiers, des clés de chiffrement et des mots passe. Il est actif depuis 2011.
La raison expliquant le temps qu'il a fallu aux sociétés de sécurité Kaspersky et Symantec pour détecter ce logiciel est la façon dont le malware a été codé, d'une manière nouvelle à laquelle les chercheurs en sécurité ne sont pas habitués. Les créateurs du logiciel malveillant auraient personnalisé la structure du maliciel pour chaque cible, compliquant la recherche pour les experts en sécurité informatique.
Le logiciel est également capable de dérober les informations d'ordinateurs n'étant pas connectés à internet, généralement les plus riches en informations, à l'aide d'une clef USB aspirant les données.

## État responsable
La société Kaspersky lab. et la société Symantec mettent en avant qu'au vu de la complexité du logiciel et ses cibles, il semble probable qu'un État se cache derrière le spyware. Aucun nom n'a été avancé .

## Nom
Le nom de « ProjectSauron » choisi par Kaspersky vient des allusions faites à Sauron dans le code source, Sauron étant un protagoniste du Seigneur des anneaux représenté la majeure partie du temps par un œil capable de tout observer.